# Triancyra maculicornis
Triancyra maculicornis là một loài tò vò trong họ Ichneumonidae.